# Gauti

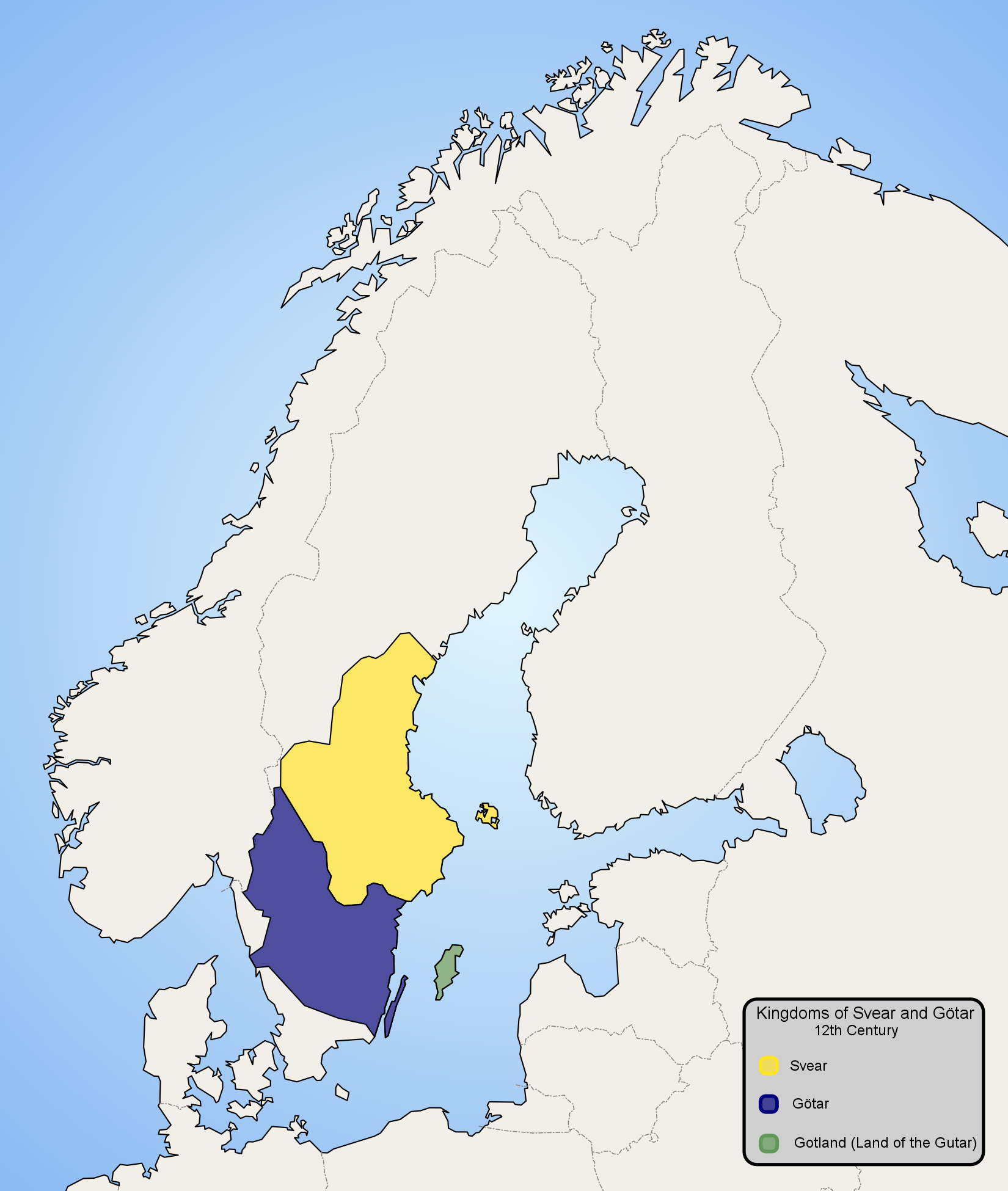
Mapa de Escandinavia en el, que muestra los bordes modernos en gris. Åboland, que conecta Åland con Finlandia continental, no aparece en el mapa base y, por lo tanto, está coloreado en azul como el mar.

Gauti, Gautr, Guti, Gothus y Gautas son formas derivadas de la misma raíz protogermánica. El vocablo Gapt se considera generalmente como una corrupción de Gaut.
Gautr es uno de los nombres del dios supremo del panteón nórdico, Odín y cuyo epónimo tiene reflejos ancestrales entre los pueblos germánicos. Es el mismo caso de Yngvi y los ingaevones. Varias tribus germánicas reciben su apelativo del mismo nombre, como los gautar (gautas, gutans o godos) y gutes (gotlandeses, habitantes de la isla de Gotland). 
Los nombres gautas, godos y gutes están íntimamente relacionados. Gauta es originalmente protogermánico, mientras que godos y gutes proceden del protogermánico *Gutaniz. Según el lingüista Andersson (1996), *gautoz y *gutaniz son dos formas del ablativo protogermánico que significa «brotar-efusivamente» (en sueco moderno: gjuta, en danés moderno: gyde, en alemán moderno: giessen, en idioma inglés: in-got) para designar las tribus como «portadoras de metal» o «forjadores de hombres». 
Una forma alternativa, Gauti, se imputa a uno de los hijos de Odín, fundador de Götaland. El mismo nombre recibe el rey gauta de Västergötland, recurrente en sagas y literatura medieval escandinava, padre de Gautrek. 
Algunas versiones de la línea real de Wessex añaden nombres por encima de Woden, supuestamente proclamando la ascendencia, aunque los nombres están por lo general añadidos en la genealogía, en algún momento de la historia, lo que hace pensar que el origen del linaje podría ser gauta. El cronista Asser, en su obra Vida del rey Alfredo (893), cita que los paganos adoraban a Gauti como si fuera un dios, pero en Historia Brittonum aparece como hijo de ese dios. En nórdico antiguo es un apodo muy común para Odín.
El historiador Jordanes en De origine actibusque Getarum, traza el linaje de los amelungos hasta Hulmul, hijo de Gapt, presuntamente el primer héroe que aparece en unos escritos. Muchos historiadores creen que Gapt es un error, y que el origen es Gaut o Gauti. Nennius afirma que un Gothus fue el ancestro de los godos. El mismo Jordanes menciona a Tomyris como reina de los gautas, posiblemente haciendo referencia a los dacios. Tomyris fue, según Heródoto, una reina de los masagetas, una tribu de Irán.
Según la Gutasaga Hafdi (en nórdico antiguo: Hafþi) era hijo del caudillo Þjálfi, descubridor de la isla de Gotland y uno de sus hijos se llamaba Gauti, ancestro de los gautas.